# Arthur Wellesley, 4:e hertig av Wellington
Arthur Charles Wellesley, 4:e hertig av Wellington, född den 15 mars 1849, död den 18 juni 1934 i Ewhurst Park, Basingstoke, Hampshire, var en brittisk peer. 
Wellesley var andre son till generalmajoren Charles Wellesley; hans farfar var Arthur Wellesley, 1:e hertig av Wellington, segraren från Waterloo och senare brittisk premiärminister. Han fick sin utbildning vid Eton College från 1861 till 1866. Därefter tjänade han vid grenadjärkåren och uppnådde 1887 överstes grad. 1902 erhöll han Strumpebandsorden.
Wellesley ärvde den 8 juni 1900 titeln hertig av Wellington, efter att hans  äldre bror dött barnlös. Han var gift med Kathleen Emily Bulkeley Williams och hade med henne sex barn, däribland Arthur Wellesley, 5:e hertig av Wellington och Gerald Wellesley, 7:e hertig av Wellington.